# Benoît Damon
Pour les articles homonymes, voir Laplace.
 (août 2024).
Si vous disposez d'ouvrages ou d'articles de référence ou si vous connaissez des sites web de qualité traitant du thème abordé ici, merci de compléter l'article en donnant les références utiles à sa vérifiabilité et en les liant à la section « Notes et références ».
Benoît Damon (Serge Laplace) est un poète et écrivain suisse qui vit à Genève où il est né en 1960. 

## Biographie
À quinze ans, Benoît Damon interrompt sa scolarité pour faire un apprentissage de boulanger-pâtissier. Il est, ensuite, bibliothécaire.
Son frère Yves Laplace est également écrivain.

## Œuvres
- La Farine, Seuil, 1991. - Éditions Héros-Limite, 2015
- Un air de pipeau, Seuil, 1993
- Le Cœur pincé, Champ Vallon, 1997
- Passage du sableur, Paris, Gallimard : L'Arpenteur, 2000
- Un grain de pavot sous la langue, Paris, Gallimard : L'Arpenteur, 2003
- Trois visites à Charenton, Champ Vallon, 2012
- Ariana, éditions Héros-Limite, 2015
- Retour à Ostende, Champ Vallon, 2016
- Après les cendres, éditions Héros-Limite, 2021

## Récompenses
- 1993 : Prix Pittard de l'Andelyn pour La Farine, Seuil, 1991.
- 2003 : Prix Schiller pour Le Passage du sableur, Paris, L'Arpenteur, Gallimard 2000.